# Union des démocrates et indépendants
Ne doit pas être confondu avec Union démocrate indépendante.
Pour les articles homonymes, voir UDI.
L'Union des démocrates et indépendants (UDI) est un parti politique français de centre droit, fondé par Jean-Louis Borloo le 21 octobre 2012, à partir du groupe parlementaire du même nom à l'Assemblée nationale. Jusqu'en 2018, l'UDI est composée de différents partis qui conservent leur existence, formant ainsi une fédération de partis. Se voulant comme la continuatrice des idées de l'UDF, son orientation est social-libérale[réf. nécessaire], démocrate chrétienne et pro-européenne.
Jean-Louis Borloo a présidé le parti de 2012 à 2014 et Jean-Christophe Lagarde de 2014 à 2022. Depuis le 10 décembre 2022, l'UDI est présidée par le sénateur Hervé Marseille.

## Historique

### 2012-2014: présidence de Jean-Louis Borloo

#### Union des radicaux, centristes, indépendants et démocrates
L’Union des radicaux, centristes, indépendants et démocrates (URCID) est une association politique déclarée le 11 avril 2012 pour servir de recueil au Parti radical et à ses alliés pour les élections législatives de juin 2012. L'UMP ne finançant plus le Parti radical depuis 2011, ce dernier, pour bénéficier d'un financement public, a constitué cette association loi de 1901, qui permettra le rattachement d'au moins 50 candidats. L'URCID succède à l'ARES abandonnée par sa direction politique à la suite de différends sur la désignation d'un candidat du centre-droit à l'élection présidentielle de 2012. Elle préfigure aussi un futur groupe parlementaire centriste après les élections législatives de juin 2012 et une nouvelle formation politique résultant de l'association avec le Parti radical et d'une partie des membres du Nouveau Centre opposés à Hervé Morin et emmenés par Jean-Christophe Lagarde. C'est donc sur cette base qu'est créé à l'Assemblée nationale le 19 juin 2012 le groupe de l'Union des démocrates et indépendants (UDI), présidé par Jean-Louis Borloo (Parti radical) et vice-présidé par François Sauvadet (NC).

#### Processus de fondation de l'UDI

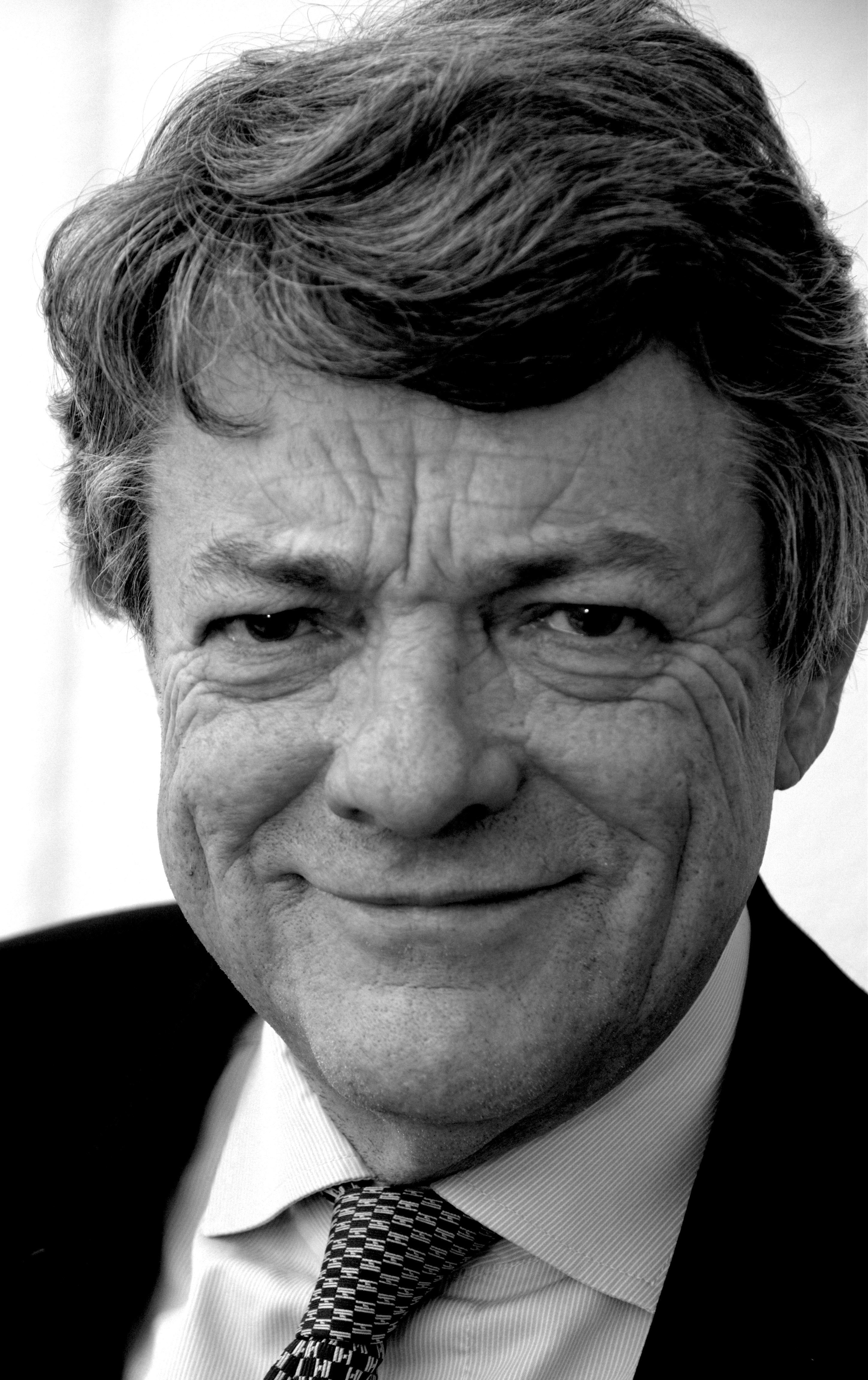
Jean-Louis Borloo, président-fondateur de l'UDI de 2012 à 2014.

Logo jusqu'en 2018.

Les élections législatives de juin 2012, si elles sont marquées par un échec de la précédente majorité parlementaire (coalition UMP-NC), voient cependant l'élection d'une trentaine de députés centristes issus de cette dernière avec l'investiture du Parti radical, du Nouveau Centre ou de l'Alliance centriste. Alors que se forme la Force européenne démocrate (scission du NC qui accueille également en son sein plusieurs anciens membres du MoDem) au cours de l'été 2012 et accompagné de plusieurs députés, Jean-Louis Borloo (Parti radical) crée un groupe parlementaire « Union des démocrates et indépendants », dans le but de les rassembler, malgré l'opposition initiale de certains parlementaires qui échouent à conserver leur propre groupe. Le groupe compte alors une petite trentaine de députés, principalement issus de l'ancien groupe Nouveau Centre et des députés radicaux qui siégeaient au groupe UMP sous la législature précédente.
Le 18 septembre 2012, à l'occasion des journées parlementaires du centre, Jean-Louis Borloo annonce la création d'un parti politique du même nom que le groupe parlementaire centriste, l'Union des démocrates et indépendants. Le 9 octobre, les instances nationales des forces politiques constituant l'UDI mettent en place un bureau provisoire. Sur un modèle proche de l'ancienne UDF, l'UDI s'organise sous la forme d'une confédération de partis politiques et permet l'adhésion directe ou par l'intermédiaire de l'un de ses partis membres (souvent dénommée composantes). Le 21 octobre, une assemblée constituante se réunit à la Maison de la Mutualité à Paris afin d'officialiser la création du mouvement. Sont présentes plus de 3 000 personnes, issues des divers partis fondateurs de l'UDI. Parmi les présents, se trouve notamment Simone Veil. L'ancien président de la République Valéry Giscard d'Estaing adresse quant à lui un message vidéo d'encouragement dans lequel il « souhaite bonne chance » à ce nouveau parti. Guy Verhofstadt, président du groupe ADLE au Parlement européen et ancien Premier ministre belge est également présent.
Le parti se structure ensuite territorialement et élit les instances de ses fédérations départementales.
Après le congrès de l'UMP du 18 novembre 2012 et les tensions entre les deux candidats à la présidence sur les résultats, plusieurs personnalités quittent l'ancien parti majoritaire pour l'UDI : l'ancien ministre et ancien député d'Ille-et-Vilaine Pierre Méhaignerie le 20 novembre 2012, le député de Mayenne Yannick Favennec Becot (déjà membre du groupe parlementaire UDI depuis sa création mais toujours militant de l'UMP à cette date) trois jours plus tard. Le fils de Valéry Giscard d'Estaing, Louis Giscard d'Estaing, maire de Chamalières et fraîchement battu dans le bastion familial de la troisième circonscription du Puy-de-Dôme, quitte également l'UMP pour adhérer au parti.

#### Premiers résultats électoraux
La première confrontation électorale de l'UDI a lieu un peu moins de deux mois après la création du parti, à la suite de la législative partielle de la 1re circonscription du Val-de-Marne (9 et 16 décembre 2012). Henri Plagnol, maire de Saint-Maur-des-Fossés et député du groupe UDI, bien que toujours officiellement membre de l'UMP, est défait face à Sylvain Berrios, dissident UMP.
En juin 2013, une autre partielle conduit à l'élection du député UDI Meyer Habib sur la huitième circonscription des Français établis hors de France, face à la candidate de l'UMP Valérie Hoffenberg.
Quelques élus se rattachent encore à l'UDI, comme Marianne Duranton qui a été élue en 2020 à la mairie pourtant historiquement communiste de Morsang-sur-Orge, et qui occupe par ailleurs la fonction de Directrice administrative et financière au sein du parti

#### Plate-forme commune avec le MoDem au sein de «L'Alternative»

Logotype de L'Alternative.

Le 5 novembre 2013, Jean-Louis Borloo signe avec François Bayrou, président du MoDem, une charte qui unit leurs deux partis au sein d'une plate-forme politique commune, « L'Alternative », avec l'ambition de conduire des listes communes aux élections nationales, européennes et régionales. La possibilité d'une primaire commune aux partis centristes en vue de l'élection présidentielle de 2017 est également envisagée.

#### Élections municipales de 2014
Dans la perspective des élections municipales de 2014, l'UDI se veut « alliée mais concurrente » de l'UMP. L'UDI espère cependant l'emporter dans certaines villes, telles que Strasbourg, Tours, Toulouse, Pau ou Rouen. Dans la plupart des communes, l'UDI participera ou conduira des listes d'union avec l'UMP, et souvent avec le MoDem, celui-ci s'étant clairement positionné comme opposant à la majorité présidentielle de François Hollande.
À l'issue du scrutin, elle gagne ou conserve notamment les villes suivantes : Nancy, Amiens, Arras, Bourges, Drancy, Bobigny, Niort, Annecy, Valenciennes, Neuilly-sur-Seine, Agen, Louviers, Vincennes, Issy-les-Moulineaux, Laval, Saint-Dié-des-Vosges, Nouméa, Châtellerault, Bar-le-Duc, Montélimar, Bayonne, Dinan, Massy, Sceaux, Saint-Ouen, Béthune, Albi, Cambrai, Maubeuge, Wasquehal.

### Retrait de Jean-Louis Borloo

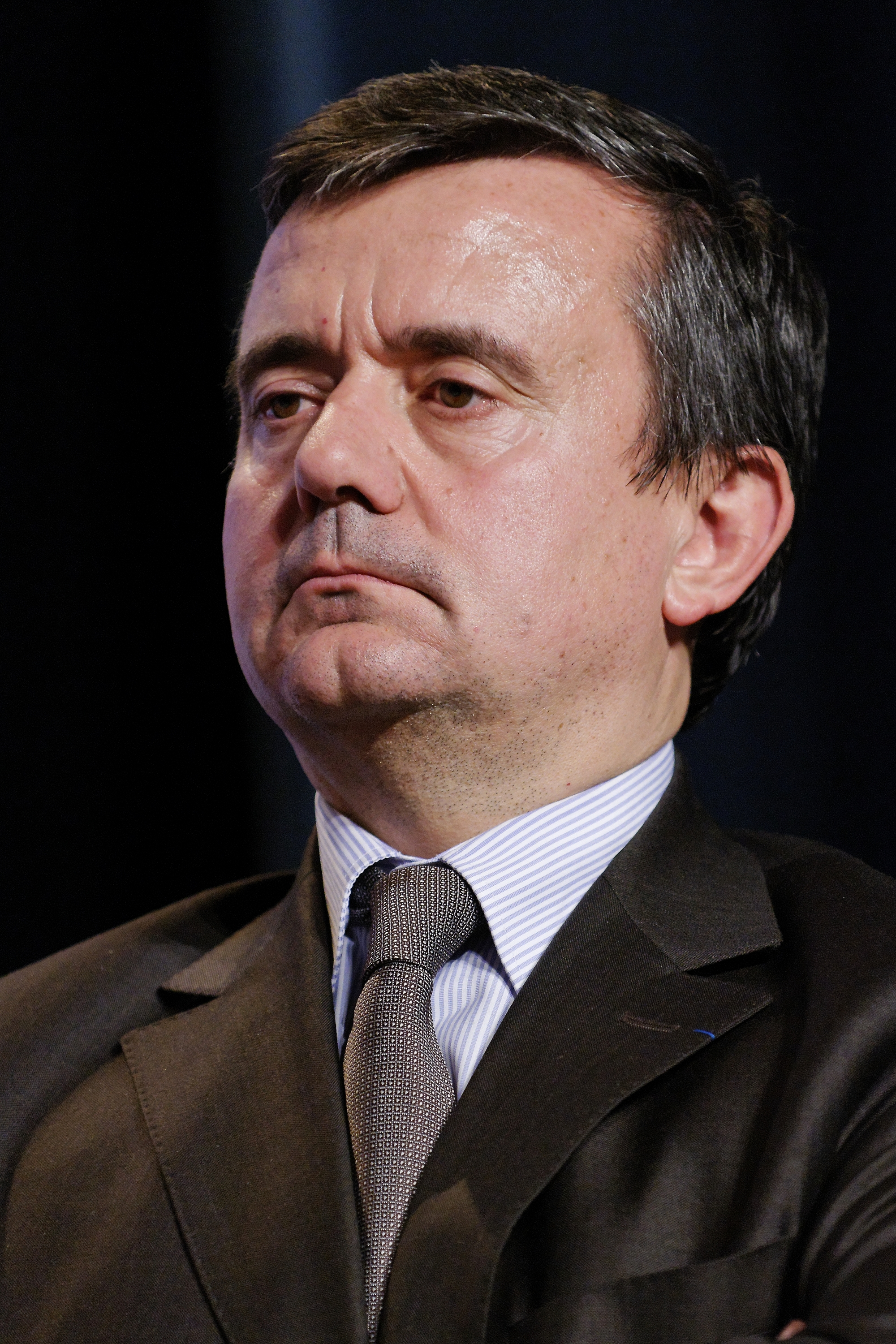
Yves Jégo, président par intérim de l'UDI en 2014.

Le dimanche 6 avril 2014, après plusieurs mois de convalescence à la suite d'une pneumonie, Jean-Louis Borloo annonce sa démission du poste de président de l'UDI, estimant qu'il n'a pas « toute l'énergie nécessaire pour remplir complètement toutes [ses] responsabilités ».
Nommé président par intérim, Yves Jégo démissionne à son tour au mois de juin afin de présenter sa propre candidature à l'élection du nouveau président de l'UDI, prévue à l'automne suivant. Une direction collégiale provisoire est alors constituée pour le remplacer. Elle se compose des secrétaires généraux Laurent Hénart (PR) et Jean-Christophe Lagarde (FED), des présidents des groupes parlementaires Philippe Vigier (NC) et François Zocchetto (AC) ainsi que du président du conseil national, Hervé Morin (NC).
Lors du vote à l'Assemblée nationale du 29 avril 2014 sur le pacte de stabilité prévoyant 50 milliards d'économies par le gouvernement Valls, 17 députés de l'UDI s'abstiennent alors que 4 votent pour et que 7 votent contre. Ce vote est alors perçu comme pouvant marquer le début d'un rapprochement entre l'UDI et le Parti socialiste.

#### Liste commune avec le MoDem aux élections européennes de 2014
Le parti compte s'appuyer sur son positionnement pro-européen pour faire un bon score aux élections européennes de 2014. Selon les sondages, l'UDI est créditée de 5 à 8 % des suffrages, ce qui lui permettrait d'obtenir des députés européens. L'Alternative, le projet d'une union électorale avec le MoDem est concrétisé par des listes communes aux deux partis dans l'ensemble des circonscriptions sous l'étiquette « UDI-MoDem, Les Européens - Liste soutenue par François Bayrou et Jean-Louis Borloo ».
Ces listes obtiennent près de 10 % des suffrages et sept sièges dont trois députés UDI, qui rejoignent tous le groupe de l'Alliance des démocrates et des libéraux pour l'Europe, présidé par Guy Verhofstadt, qui avait soutenu la liste le 30 août 2013 à Paris, lors d'une réunion de travail sur le projet européen de l'UDI,.

### 2014-2017: présidence de Jean-Christophe Lagarde sous le quinquennat Hollande

#### Élection de Jean-Christophe Lagarde
Quatre membres du parti sont candidats à la succession de Jean-Louis Borloo :
- Jean-Christophe Fromantin (TEM)[30]
- Yves Jégo (RAD), en tandem avec Chantal Jouanno (adhérente directe)[30]
- Jean-Christophe Lagarde (FED)[31]
- Hervé Morin (NC)[30].

Dix jours après avoir officialisé sa candidature, Jean Arthuis (AC) annonce qu'il la retire afin de se consacrer à la présidence de la commission des budgets du Parlement européen. Un autre membre du parti, Emmanuel Pasco-Viel (adhérent direct), n'a pas obtenu les 500 parrainages nécessaires.
Le 16 octobre 2014, les résultats du premier tour sont publiés ; le deuxième oppose Jean-Christophe Lagarde et Hervé Morin.
Le 13 novembre 2014, Jean-Christophe Lagarde est élu président du parti avec 53,49 % des suffrages exprimés.
Jean-Christophe Lagarde poursuit sa stratégie d'alliance avec l'UMP, sans toutefois délaisser le MoDem. Il revendique ce partenariat avec la droite, tout en précisant que « c'est une collaboration, pas une soumission ».
En février 2015, l'UDI dépose conjointement avec l'UMP une motion de censure contre le gouvernement Valls II à la suite de l'utilisation par le Premier ministre de l'article 49-3 pour la Loi Macron pour la croissance, l'activité et l'égalité des chances économiques. La censure échoue car sept des trente députés de l'UDI ne l'ont pas soutenue.
En septembre 2015, le parti se trouve dans une situation financière difficile qui le contraint à réduire ses dépenses.

##### Élections régionales et départementales de 2015: listes d'union avec LR et le MoDem dans la plupart des régions
Comme pour les municipales de 2014, l'UDI fait listes communes avec LR et le MoDem aux élections régionales de décembre 2015. Pour les élections départementales, le même type de candidatures est conclu.
Au terme de son accord avec LR, l'UDI conduit trois listes en régions Normandie (Hervé Morin), Centre-Val de Loire (Philippe Vigier) et Bourgogne-Franche-Comté (François Sauvadet). Dans cette dernière région, le MoDem conduit sa propre liste (comme à La Réunion, où sa liste fusionnera, seule région dans ce cas, avec les listes de gauche au second tour).
Pour l'Île-de-France, le bureau politique de l'UDI désigne dans un premier temps Chantal Jouanno comme tête de liste (par 60 voix contre 42 à Rama Yade). Après une pré-campagne lancée le 7 avril 2015 et malgré des sondages donnant 6 à 12% à cette liste, un accord sera finalement conclu avec LR et le MoDem pour constituer une liste commune, menée par Valérie Pécresse.
En Auvergne-Rhône-Alpes, l'UDI et le MoDem sont dans un premier temps réticents à intégrer une liste LR menée par Laurent Wauquiez. Ils concluent un accord de principe devant conduire à une liste centriste distincte de celle de la droite. Cependant, l'une puis l'autre finissent par renoncer et à intégrer la liste LR.
Dans deux régions, la constitution des listes d'union avec LR est particulièrement difficile. En Bretagne, l'UDI retire finalement son investiture à la liste menée par Marc Le Fur. En Languedoc-Roussillon-Midi-Pyrénées, elle laisse la liberté à ses militants de soutenir ou non la liste menée par Dominique Reynié, dont la composition est également contestée par une partie de LR, dont Nicolas Sarkozy.

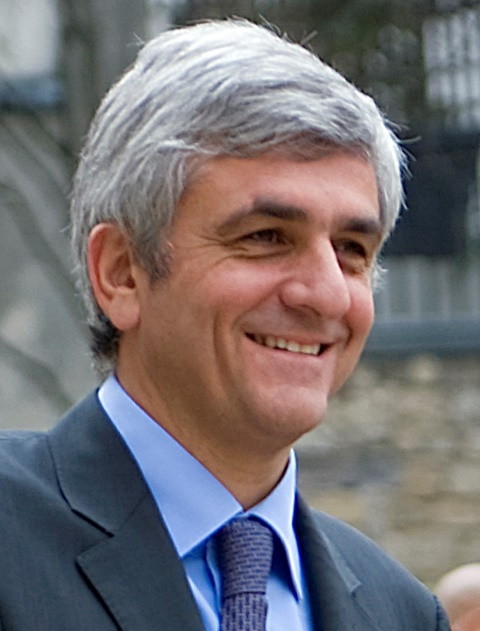
Hervé Morin, tête de liste UDI-LR-MoDem en Normandie.
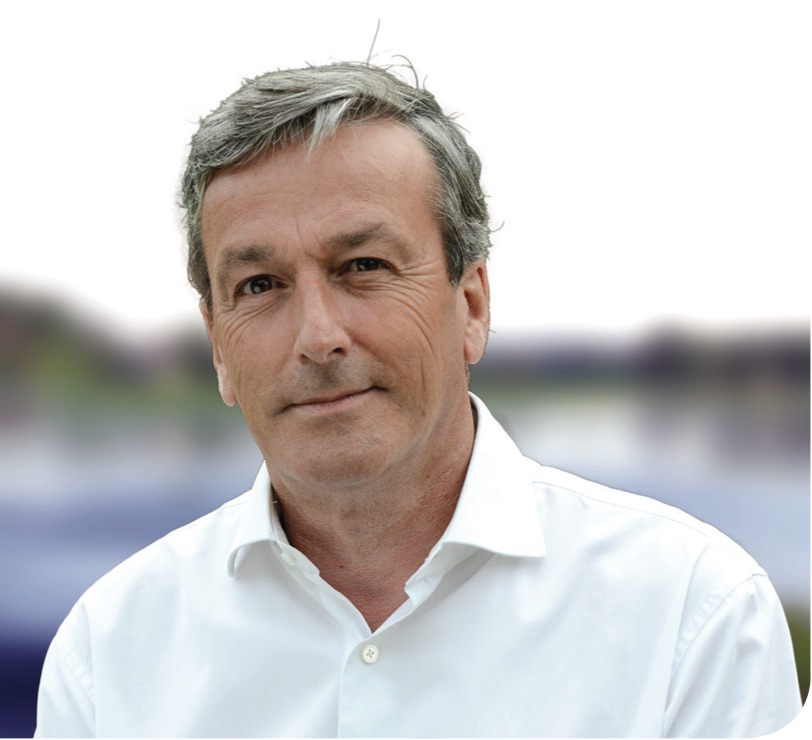
Philippe Vigier, tête de liste UDI-LR-MoDem en Centre-Val de Loire.
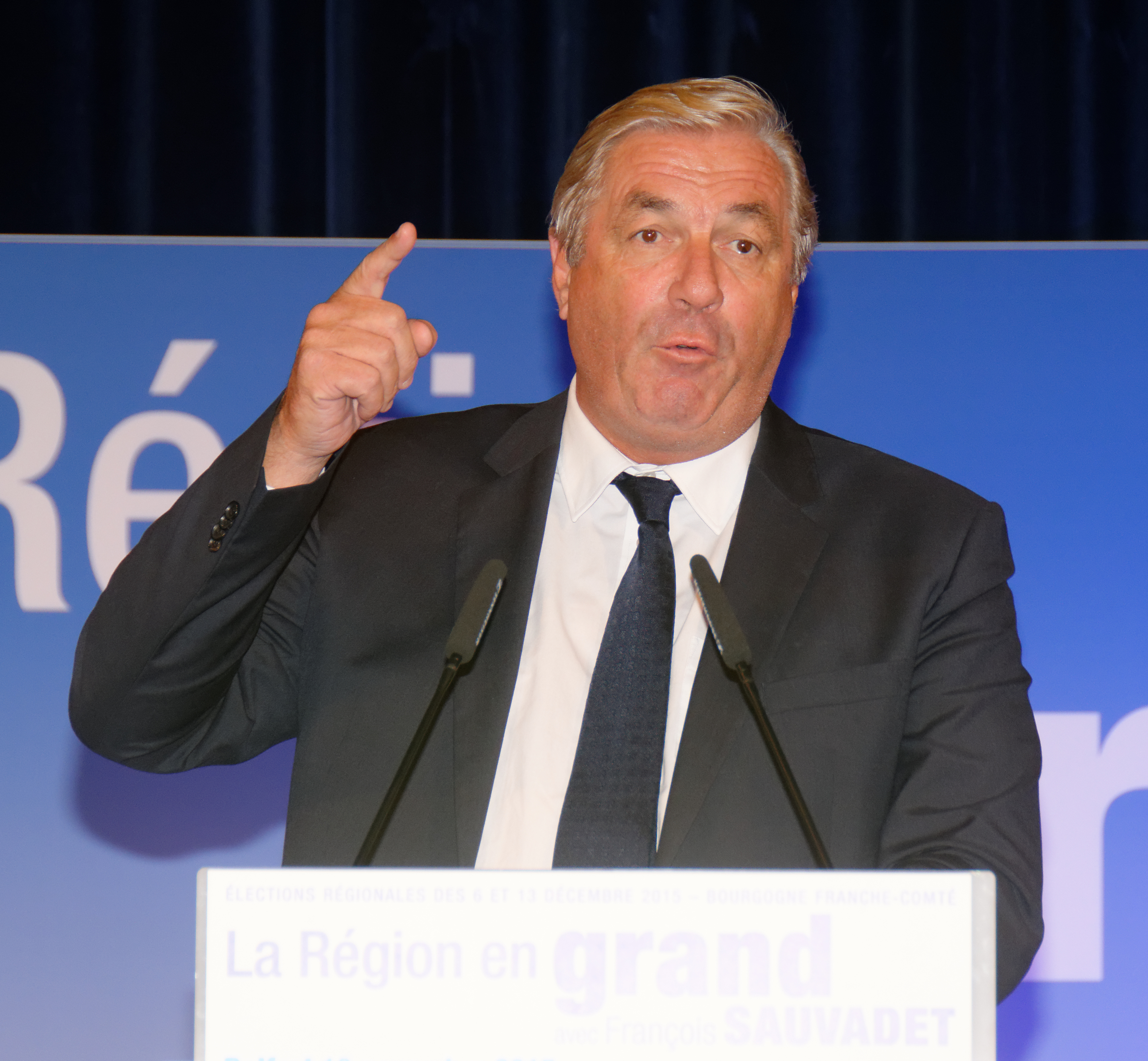
François Sauvadet, tête de liste UDI-LR en Bourgogne-Franche-Comté.

À l'issue du scrutin, seul Hervé Morin l'emporte (36,4 %), d'une courte tête, devant le socialiste sortant (Haute-Normandie) Nicolas Mayer-Rossignol (36,1 %), dans une triangulaire dont l'issue était incertaine au vu des sondages. Il devient le premier président du nouveau conseil régional de Normandie, issu de la fusion des Basse et Haute-Normandie. Donné vainqueur par les sondages, Philippe Vigier, en tandem avec Guillaume Peltier (LR), échoue (34,6 %) en Centre-Val-de-Loire derrière le sortant socialiste François Bonneau (35,4 %). En Bourgogne-Franche-Comté, la défaite de François Sauvadet, est un peu plus nette (32,9 %) derrière la candidate PS Marie-Guite Dufay (34,7 %). L'UDI avait également investi une liste indépendante en Martinique qui réalise 1,51% au premier tour. L'UMP et le MoDem faisaient liste commune au premier tour et fusionnent avec la liste du Mouvement indépendantiste martiniquais d'Alfred Marie-Jeanne, qui l'emporte au second.
À la suite du premier tour des élections régionales de 2015, Jean-Christophe Fromantin annonce son départ et celui de sa formation, Territoires en mouvement, de l'UDI.
Au terme de ces élections, l'UDI compte 200 conseillers régionaux (479 pour LR, 63 pour le MoDem). La région où sa représentation est la plus forte sont les Hauts-de-France, avec 37 sièges, soit 21,7%. Suivent les Pays de la Loire (16,1% des sièges), la Normandie (15,6%) et le Grand Est (15,3%).

#### Adhésion à l'Alliance des libéraux et des démocrates pour l'Europe

Depuis décembre 2016, l'UDI est membre du parti européen de l'Alliance des libéraux et des démocrates pour l'Europe (ALDE).

Le parti quitte le Parti démocrate européen pour le Parti de l'Alliance des libéraux et des démocrates pour l'Europe, autre parti du groupe au Parlement européen du même nom, lors de son 37e congrès de décembre 2016.

#### Primaire de la droite et du centre
Dans la perspective de l'élection présidentielle de 2017, l'UDI doit choisir entre les options d'une candidature d'union de la droite et du centre, d'une candidature indépendante , ou d'une « primaire des centres » avec le MoDem. L'union avec LR pouvait prendre deux formes, soit la participation à la primaire, soit une non-participation suivie par la négociation d'un accord programmatique et électoral avec celui ou celle qui l'aurait emportée.
L'option d'une candidature indépendante est rendue difficile depuis le retrait de Jean-Louis Borloo, qui prive le parti de sa principale figure d'envergure nationale, susceptible de réaliser un score non négligeable au premier tour. Une partie de l'UDI reste également marquée par la pré-campagne d'Hervé Morin en 2011-2012, qui s'était soldée par un échec au vu du niveau dont il était crédité dans les sondages.
L'hypothèse d'une « primaire des centres » ou d'une alliance privilégiée avec le MoDem n'est plus d’actualité, François Bayrou soutenant la candidature d'Alain Juppé à la primaire de la droite, sans y participer.
La stratégie de l'UDI pour la présidentielle est finalement soumise au vote des militants en mars 2016, qui rejettent à 66,56 % la participation du parti à la primaire présidentielle de la droite en l'absence de la conclusion d'un accord préalable avec LR, sans cependant exclure, s'il l'était, un soutien de l'UDI au candidat de la droite « avant, pendant et après la primaire, notre porte sera toujours ouverte à la discussion ».

##### Soutien majoritaire à Alain Juppé
Finalement, le 13 octobre 2016, Jean-Christophe Lagarde, 600 élus (dont les deux-tiers des parlementaires UDI) apportent leur soutien à Alain Juppé au premier tour de la primaire de la droite. Cette prise de position majoritaire laisse toutefois les membres de l'UDI et ses parlementaires se positionner librement, certains soutenant François Fillon (comme François Zocchetto), Nicolas Sarkozy (comme Maurice Leroy), Bruno Le Maire (comme Hervé Morin) ou Nathalie Kosciusco-Morizet (comme Philippe Folliot). Une minorité de membres de l'UDI rejette l'implication du parti dans la primaire et n'apporte son soutien à aucun candidat (comme Frédéric Leturque) ou l'accorde à une éventuelle candidature d'Emmanuel Macron (comme Jean Arthuis).
Au second tour de la primaire, le parti soutient encore majoritairement Alain Juppé, à l'exception du Nouveau Centre, composante la plus divisée dans ses soutiens au premier tour, qui se rallie à François Fillon .

#### Élection présidentielle de 2017

##### Soutien à François Fillon au premier tour
À la suite de la victoire de François Fillon, plusieurs membres de l'UDI refusent de soutenir sa candidature et rejoignent la campagne d'Emmanuel Macron, dont 130 membres de l'UDI Jeunes, co-signataires d'une tribune. L'UDI prononcera la suspension de leur qualité de membres. La question est également débattue au sein du Parti radical qui tranchera définitivement la question lors de son congrès en février 2017, en confirmant à près de 60% son soutien à François Fillon, contre 27% en faveur d'un ralliement à Emmanuel Macron (motion défendue par Thierry Cornillet).
Pendant l'hiver 2016-2017, l'UDI et l'ensemble de ses composantes (Nouveau Centre, Parti radical, Alliance centriste, Force européenne démocrate) confirment donc leur soutien à François Fillon. Une délégation de l'UDI menée par Jean-Christophe Lagarde, Philippe Vigier et François Zocchetto est chargée de négocier avec le candidat un accord programmatique et électoral incluant un certain nombre de circonscriptions réservées aux élections législatives de 2017. Cet accord est la condition qui doit sceller définitivement le soutien de l'UDI au candidat Les Républicains. Cependant, sans l'attendre, plusieurs membres de l'UDI intègrent l'équipe de campagne de François Fillon, dont Philippe Vigier, en tant que porte-parole.
La conclusion de l'accord est annoncée puis reportée à plusieurs reprises. Dans un premier temps, elle est rendue difficile par le peu d'ouverture de François Fillon à l'intégration de propositions de l'UDI dans son programme (qu'il tient à conserver identique à celui qu'il a défendu à la primaire) et par les dissensions internes à l'UDI (volonté de départ d'Hervé Morin et d'une partie du Nouveau Centre, minorités internes au Parti radical et à l'Alliance centriste souhaitant soutenir Emmanuel Macron…). Mais surtout, c'est la question du nombre de circonscriptions réservées à l'UDI, puis l'affaire Pénélope Fillon qui compliqueront la finalisation de l'accord.
Après la convocation de François Fillon par les juges, l'UDI suspend sa participation à sa campagne le 1er mars 2017 et la retire le 3 mars. Toutefois, après le renoncement définitif d'Alain Juppé à concourir, le bureau exécutif du parti adopte le 7 mars une motion qui renouvelle son soutien au candidat de la droite, sous « conditions d'initiatives de rassemblement », et valide l'accord électoral avec Les Républicains en vue des législatives.
Cette position ne sera pas unanimement respectée au sein du parti. Le 18 mars, le comité exécutif de l'Alliance centriste apporte son soutien à Emmanuel Macron. Le 25 mars, des sénateurs UDI co-signent avec des sénateurs MoDem une tribune apportant leur soutien à Emmanuel Macron.

##### Soutien à Emmanuel Macron au second tour
Le 23 avril 2017, l'UDI « appelle clairement et sans état d'âme à faire barrage à l'extrême droite et à voter pour M. Macron au second tour de la présidentielle ».
Pendant la campagne, la possibilité d'un soutien de Jean-Louis Borloo à Emmanuel Macron est évoquée à plusieurs reprises par les médias. Cependant, il ne se concrétisera qu'après le premier tour, le 29 avril, via une interview dans Le Journal du dimanche.

#### Départs de l'Alliance centriste, puis du Parti radical et du parti Les Centristes
Le 18 mars 2017, l'Alliance centriste s'est désolidarisée du soutien de l'UDI à François Fillon en apportant finalement le sien à Emmanuel Macron. Réunie en conseil national la semaine suivante, l'UDI « prend acte du départ » de l'Alliance centriste et de ses principaux dirigeants Philippe Folliot et Jean Arthuis, (ce dernier soutenait Emmanuel Macron depuis l'automne 2016). Une large majorité des parlementaires de l'AC feront le choix de rester membres de l'UDI : Thierry Benoit, Yannick Favennec Becot, Olivier Cadic, Vincent Delahaye, Élisabeth Doineau, Jean-Claude Luche et Pierre Médevielle puis le maire de Laval et ancien président du groupe centriste au Sénat, François Zocchetto. En 2018, Françoise Gatel restera également à l'UDI.
Le Parti radical, présidé par Laurent Hénart, membre fondateur, quitte l'UDI pour fusionner avec le PRG et créer le Mouvement radical le 9 décembre 2017. Plusieurs cadres et parlementaires du parti radical choisiront de rester membre de l'UDI : Yves Jégo, Michel Zumkeller, Daniel Leca, Sylvie Goy-Chavent, Vincent Delahaye, Sophie Joissains, Laurent Degallaix. La Gauche moderne, présidée par Christian Debève, était à la fois associée à l'UDI et au Parti radical. Ses membres, dont son président, sont aujourd'hui membre du Mouvement radical. Son fondateur, Jean-Marie Bockel est resté indépendant et a conservé des liens avec l'UDI.
Les Centristes (ex-Nouveau Centre), un autre parti fondateur, présidé par Hervé Morin, annonce quitter l'UDI le 16 décembre 2017. Cela confirme l'intention qu'avait exprimée Hervé Morin en décembre 2016, à la suite de la victoire de François Fillon à la primaire. S'en était suivi la convocation d'un congrès du Nouveau Centre, pour constituer une nouvelle formation politique de centre droit. Finalement, le parti avait renoncé à quitter la confédération centriste mais se renomma Les Centristes (LC) et posa des conditions quant à son maintien dans l'UDI. Après le départ de LC, Maurice Leroy, Stéphane Demilly, Daniel Dubois, Brigitte Fouré et Loïc Hervé feront le choix de rester membres de l'UDI.

### Depuis l'élection présidentielle de 2017
À la suite de l'élection présidentielle deux composantes (le Parti radical et Les Centristes) de l'UDI ont quitté le parti, après celui de l'Alliance centriste, acté en mars 2017 (cf. supra).

#### Rupture de l'alliance nationale avec LR, évolution vers un parti unitaire
Le 1er octobre 2017, Jean-Christophe Lagarde annonce que l'UDI renonce à son alliance privilégiée avec LR, qui était l'un des éléments de son pacte fondateur, qui ancrait le parti au centre-droit de l'échiquier politique. Il confirmera cette orientation après l'élection de Laurent Wauquiez à la présidence du parti conservateur.
Début 2018, la situation de l'UDI est paradoxale, comme le relève le journaliste Olivier Faye dans Le Monde « Fondée en 2012 par Jean-Louis Borloo, l’UDI se félicite de compter dans ses rangs un nombre de parlementaires historique pour elle. Mais son espace politique a été considérablement réduit par l’élection d’Emmanuel Macron comme président de la République ». En mars 2018, Laurent de Boissieu relève que « l’UDI est dans une zone grise entre opposition et majorité. Au Parlement, sur les scrutins qui déterminent l’appartenance à l’une ou à l’autre, l’abstention domine. Sauf en ce qui concerne les deux membres du parti associé Tapura huiraatira (Polynésie française), qui s’inscrivent dans la majorité ».
Pour compenser les départs de trois des composantes de l'UDI en 2017, Jean-Christophe Lagarde annonce début 2018 son intention de constituer « une force (désormais) unifiée et sans chapelle.». À la fin de l'été 2019, le groupe parlementaire de l'UDI et d'Agir se rallie officiellement à la majorité présidentielle, en devenant un « groupe minoritaire » et non plus un groupe d'opposition.

#### Réélection de Jean-Christophe Lagarde
L'UDI réunit son congrès le 17 mars 2018. Il est l'occasion de proclamer les résultats de l'élection du président du parti qui se déroule par voie électronique du 4 au 7 mars (premier tour) et du 14 au 16 mars 2018 (second tour). Louis Giscard d'Estaing, qui avait envisagé être candidat en novembre 2017, annonce le 18 janvier 2018 qu'il renonce à se présenter. Seul candidat, Jean-Christophe Lagarde est réélu avec 90,4 % des suffrages et 9,6 % de votes blancs. Le parti change de logo et de slogan, se revendiquant désormais, en plus du centre, de « la droite de progrès ». Valérie Létard devient présidente du conseil national.

#### Élections européennes de 2019
Comme le MoDem, le MRSL et Agir, l'UDI est l'un des partis régulièrement cité comme potentiel allié de la LREM pour la constitution d'une liste commune aux élections européennes de 2019. Dans une interview parue le 7 juin 2018, Jean-Christophe Lagarde s'est déclaré prêt à prendre la tête d'une liste indépendante de l'UDI portant un « projet européen fédéraliste » sans écarter la possibilité de conclure une alliance avec LREM. Dans la même interview il exclut toute alliance avec LR, le RN et LFI. Enfin, il se prononce en faveur d'un élargissement du groupe ADLE, mais s'oppose à sa dissolution.
L'UDI réunit un conseil national le 23 juin 2018 consacré aux questions européennes. Elle y adopte un projet qui prône l'établissement d'une Europe fédérale qui se traduirait par une redéfinition des compétences de l'Union européenne (priorités données à la défense, l'écologie, l'agriculture, la convergence des fiscalités des entreprises, le codéveloppement avec l'Afrique), la création de plusieurs organes européens : ministère de l'Économie de la zone euro, parquet européen et police fédérale (sur le modèle du FBI américain), ministère des migrations ainsi qu'une réforme de son financement (baisse des contributions nationales compensée par des ressources fiscales propres),. Le congrès de l’UDI du 15 décembre 2018 valide cette candidature.
La liste « Les Européens », composée de l'UDI, de La Gauche moderne et de Force européenne démocrate arrive en neuvième position avec 2,5 % des suffrages exprimés. La liste ne franchit la barre des 5% que dans les départements de Wallis-et-Futuna et de Mayenne, terre historique des centristes et seul département à avoir été remporté par l'alliance UDI-MoDem lors du précédent scrutin.

#### Depuis décembre 2022: présidence d'Hervé Marseille
Le 10 décembre 2022, l'UDI élit un nouveau président, en la personne du sénateur Hervé Marseille, qui récolte 93,39 % des voix.
À la suite de son élection, il déclare dans Le Figaro que l'UDI compte :

« près de 250 maires, 150 conseillers régionaux, 250 conseillers départementaux, six députés et une trentaine de parlementaires au Sénat au sein du groupe Union centriste. »

À cette occasion, il insiste sur l'autonomie et le non-alignement de l'UDI, que ce soit avec Renaissance ou Les Républicains, tout en estimant que les partis politiques devront trouver des solutions dès 2023, afin de répondre aux attentes des Français.
Aux élections européennes de  juin 2024, l’UDI s’est rallié sous la bannière de Renaissance et de sa tête de liste Valérie Hayer.

## Organisation
L'UDI est organisée sur un mode fédéral permettant l'adhésion directe, ou par l'intermédiaire de l'un des partis membres.

### Historique des dirigeants

#### Présidents
| Portrait | Nom                     | Dates du mandat   | Dates du mandat | Notes |
| -------- | ----------------------- | ----------------- | --------------- | --- |
|          | Jean-Louis Borloo       | 18 septembre 2012 | 6 avril 2014    | Ministre sous les présidences de Jacques Chirac et Nicolas Sarkozy, il fonde l'UDI le 18 septembre 2012. Il démissionne le 6 avril 2014 pour raisons de santé.                       |
|          | Yves Jégo (intérim)     | 6 avril 2014      | 25 juin 2014    | Nommé président par intérim après la démission de Jean-Louis Borloo. Il démissionne à son tour le 25 juin 2014 pour se présenter à l'élection interne lors de laquelle il est battu. |
|          | Jean-Christophe Lagarde | 13 novembre 2014  | 20 octobre 2022 | Il remporte l'élection interne le 13 novembre 2014. Il est ensuite réélu en 2018 et 2021. Il démissionne le 20 octobre 2022.                                                         |
|          | Hervé Marseille         | 20 octobre 2022   | en fonction     | Il remporte l'élection interne de 2022. |

### Partis membres
L'UDI est un parti regroupant les formations politiques et structures associées suivantes :
- Force européenne démocrate (FED), présidée par Hervé Marseille ;
- Clubs Perspectives et réalités (CP&R), présidés par Éric Hélard, Sophie Auconie et Laurent Lafon ;
- La Gauche moderne (LGM), présidée par Christian Debève ;
- Canal écologiste républicain (CER), présidé par Renaud Siry.

#### Anciens partis membres
- Centre national des indépendants et paysans (CNIP) (2012-2013) ;
- Parti libéral démocrate (PLD) (2013) ;
- Territoires en mouvement (TEM) (2012-2015) ;
- Alliance centriste (AC) (2012-2017) ;
- Parti radical (RAD) (2012-2017)
- Les Centristes (LC) (2012-2017) ;
- GayLib (2013-2018) ;
- Nouvelle Écologie démocrate (NED) (2013-2019) ;
- France écologie (FE) (2013-2021)[77].

### Organigramme

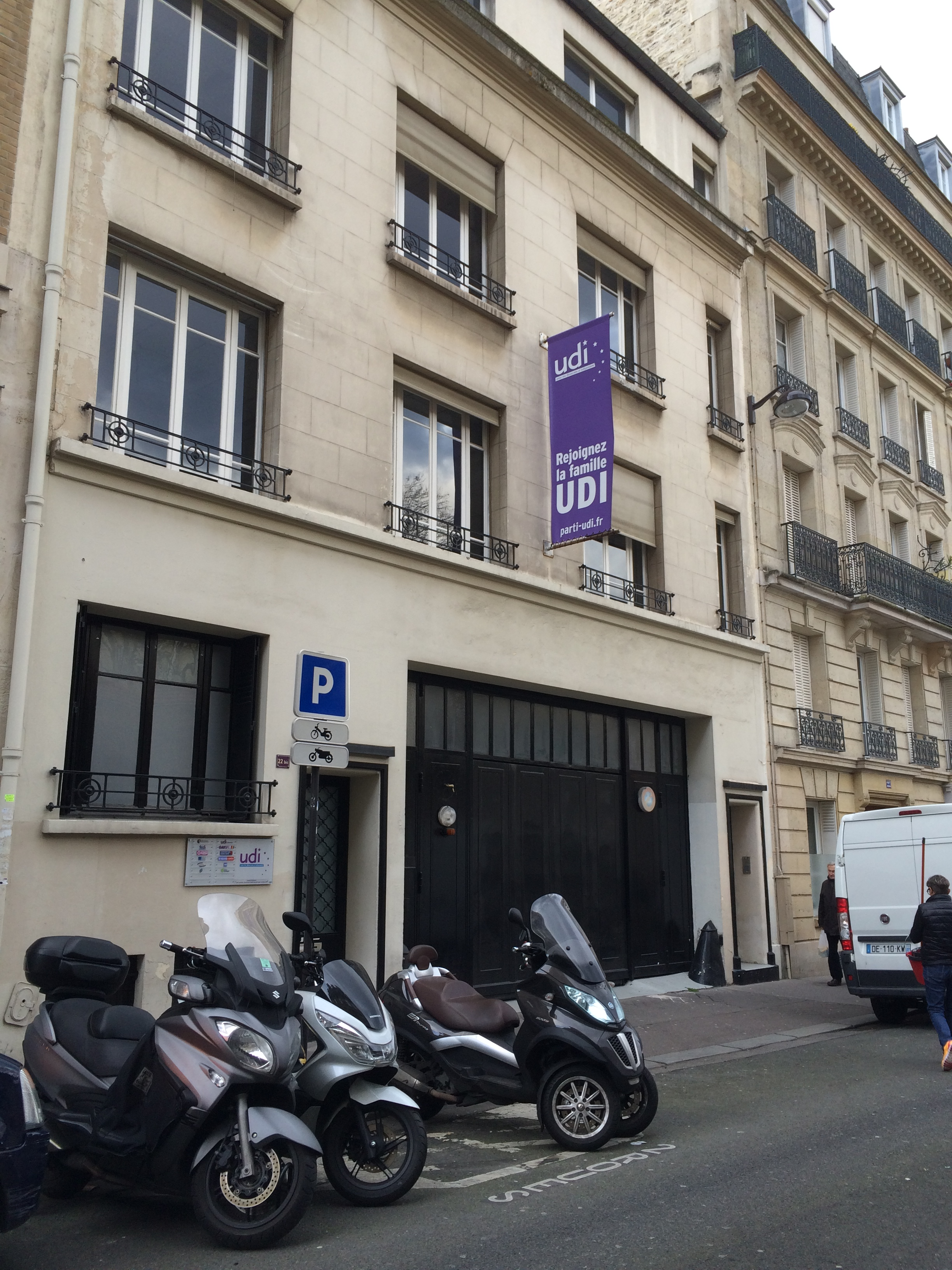
Siège de l'UDI, rue des Volontaires à Paris.

Actuellement, la direction nationale de l'UDI est composée de :
- Président : Hervé Marseille
  - Président fondateur : Jean-Louis Borloo
  - Secrétaire général : Olivier Henno
  - Présidente du conseil national : Valérie Létard
  - Vice-présidents : Brigitte Fouré, Françoise Gatel, Sophie Joissains, Claude Riboulet, Daniel Leca, Louis Giscard d'Estaing
  - Porte-paroles : Valérie Létard, Christophe Naegelen
  - Secrétaires généraux adjoints : Olivier Richefou (projet), Dominique Vérien, Béatrice Descamps, Anne Tachene, Christian Debeve (réseau des élus locaux)
  - Trésorier national : Bertrand Devys

- Présidente de la Commission de validation des adhésions : Martine Ollié

- Délégués nationaux : François Zocchetto (réseau des maires), Vincent Capo-Canellas (communication), Florent Montillot (universités d'été et de printemps)

## Résultats électoraux

### Élections présidentielles
| Année | Candidat                                                     | Résultats                                                    | Résultats                                                    | Résultats                                                    |
| Année | Candidat                                                     | Voix                                                         | %                                                            | Rang                                                         |
| ----- | ------------------------------------------------------------ | ------------------------------------------------------------ | ------------------------------------------------------------ | ------------------------------------------------------------ |
| 2017  | soutien à François Fillon puis à Emmanuel Macron au 2d tour  | soutien à François Fillon puis à Emmanuel Macron au 2d tour  | soutien à François Fillon puis à Emmanuel Macron au 2d tour  | soutien à François Fillon puis à Emmanuel Macron au 2d tour  |
| 2022  | soutien à Valérie Pécresse puis à Emmanuel Macron au 2d tour | soutien à Valérie Pécresse puis à Emmanuel Macron au 2d tour | soutien à Valérie Pécresse puis à Emmanuel Macron au 2d tour | soutien à Valérie Pécresse puis à Emmanuel Macron au 2d tour |

### Élections législatives
| Année | %        | %       | Sièges   | Gouvernement    |
| Année | 1er tour | 2d tour | Sièges   | Gouvernement    |
| ----- | -------- | ------- | -------- | --------------- |
| 2017  | 3,03     | 3,04    | 18 / 577 | Opposition      |
| 2022a | 1,07     | 0,57    | 6 / 577  | Opposition      |
| 2024b | 0,69     | 0,50    | 5 / 577  | Barnier, Bayrou |

a Au sein de l'UDC.

b Au sein de l'Ensemble, de l'UDC, hors coalition ou sous étiquette Verts démocrates.

### Élections européennes
| Année | Voix      | %     | Sièges | Rang | Tête de liste           | Groupe |
| ----- | --------- | ----- | ------ | ---- | ----------------------- | ------ |
| 2014  | 1 884 565 | 9,94  | 3 / 74 | 4e   | François Bayrou         | ADLE   |
| 2019  | 566 057   | 2,50  | 0 / 79 | 9e   | Jean-Christophe Lagarde | —      |
| 2024  | 3 614 555 | 14,60 | 1 / 81 | 2e   | Valérie Hayer           | RE     |

### Élections sénatoriales
| Année | Sièges   | Rang | Groupe |
| ----- | -------- | ---- | ------ |
| 2014  | 43 / 348 | 3e   | UDI-UC |
| 2017  | 49 / 348 | 3e   | UC     |
| 2020  | 54 / 348 | 3e   | UC     |
| 2023  | 56 / 348 | 3e   | UC     |

### Élections régionales
| Année | 1er tour  | 1er tour | 2d tour    | 2d tour | Conseillers | Présidents |
| Année | Voix      | %        | Voix       | %       | Conseillers | Présidents |
| ----- | --------- | -------- | ---------- | ------- | ----------- | ---------- |
| 2015  | 5 914 834 | 27,25    | 10 127 617 | 40,24   | 199 / 1722  | 1 / 17     |

1. ↑  Listes communes avec Les Républicains et le MoDem

### Élections départementales
| Année | 1er tour | 1er tour | 2d tour | 2d tour | Conseillers | Présidents |
| Année | Voix     | %        | Voix    | %       | Conseillers | Présidents |
| ----- | -------- | -------- | ------- | ------- | ----------- | ---------- |
| 2015  | 263 209  | 1,29     | 247 714 | 1,34    | 422 / 4108  | 14 / 101   |

1. ↑  Union avec l'UMP et le MoDem

### Élections municipales
| Année | 1er tour | 1er tour | 2d tour | 2d tour | Conseillers   | Villes + 100 000 hab. |
| Année | Voix     | %        | Voix    | %       | Conseillers   | Villes + 100 000 hab. |
| ----- | -------- | -------- | ------- | ------- | ------------- | --------------------- |
| 2014  | 511 541  | 2,33     | 131 965 | 1,32    | 5373 / 526341 | 2 / 41                |
| 2020  | 95 945   | 0,61     | 51 087  | 0,83    | 919 / 526341  | 1 / 42                |

1. ↑  Certaines listes sont communes avec l'UMP et le MoDem

## Élus

### Députés
| Député(e) | Député(e)           | Circonscription                  | Groupe politique |
| --------- | ------------------- | -------------------------------- | ---------------- |
|           | Valérie Létard      | 21e circonscription du Nord      | LIOT             |
|           | Laurent Mazaury     | 11e circonscription des Yvelines | LIOT             |
|           | Christophe Naegelen | 3e circonscription des Vosges    | LIOT             |
|           | Jean-Luc Warsmann   | 3e circonscription des Ardennes  | LIOT             |
|           | Estelle Youssouffa  | 1re circonscription de Mayotte   | LIOT             |

### Députés européens

#### Mandature 2009-2014
Six députés européens élus en 2009 rejoignent l'UDI lors de sa fondation en 2012. Cinq d'entre eux étaient membres d'une composante. Ils siégeaient tous au sein du groupe PPE.
| Députés européens de la 7e législature (2009-2014) membres de l'UDI | Sièges |
| --- | ------ |
| Sophie Auconie (NC puis FED, Massif central-Centre), Jean-Marie Cavada (LC, Île-de-France), Marielle Gallo (LGM, Île-de-France), Dominique Riquet (PRV, Nord-Ouest), Michèle Striffler (LGM, Est) et Christine de Veyrac (adhérente directe, Sud-Ouest) | 6 / 74 |

Marielle Gallo quitte l'UDI à la suite du retrait de Jean-Louis Borloo, en avril 2014. Il y a donc cinq députés européens UDI en fin de mandature.

#### Mandature 2014-2019
Lors des élections européennes de 2014, Jean-Marie Cavada et Dominique Riquet sont réélus, tandis que Jean Arthuis se fait élire dans la circonscription Ouest. Sophie Auconie (tête de liste dans la circonscription Massif central-Centre) et Michèle Striffler (no 3 dans la circonscription Est) ne sont pas réélues. Christine de Veyrac n'est pas reconduite sur les listes du parti, et se retire de la vie politique après son échec aux municipales à Toulouse. Les trois députés européens élus en 2014 rejoignent le groupe ADLE.
Durant la législature, cinq députés européens candidats en 2014 sur les listes UDI-MoDem au titre de l'UDI siégeront au Parlement européen (les trois élus mentionnés juste auparavant et deux suppléants indiqués plus bas).
En septembre 2014, Jean-Marie Cavada quitte l'UDI et le Nouveau Centre pour devenir président de Nous Citoyens.
En mars 2017, Jean Arthuis quitte l'UDI, avec l'Alliance centriste. Il n'y a donc à ce moment qu'un seul euro-député UDI.
En mai 2017, Thierry Cornillet et Patricia Lalonde deviennent députés européens à la suite de l'entrée au gouvernement de Sylvie Goulard et Marielle de Sarnez.
Membres du Parti radical, Dominique Riquet et Thierry Cornillet rejoignent le Mouvement radical et cessent donc d'être membre de l'UDI. Patricia Lalonde quitte la Gauche moderne pour rester à l'UDI. Patricia Lalonde demeure la seule députée européenne de l'UDI en fin de mandature.

#### Mandature 2019-2024
Lors des élections européennes de 2019, l'UDI présente une liste nationale autonome. Cette liste ne recueille que 2,5 % des suffrages, soit moins que le seuil des 5 % requis pour avoir des élus. Il n'y a donc plus actuellement d'élus UDI au Parlement européen.

### Élus locaux

#### Conseillers régionaux
Hervé Morin est élu président de la région Normandie à la suite des élections de 2015. Il quitte l'UDI en décembre 2017 avec son parti Les Centristes.

#### Conseillers départementaux
À la suite des élections départementales de 2015, le parti dispose de 13 présidences de conseils départementaux:
- Nicolas Fricoteaux (Aisne),
- Jean-Claude Luche (Aveyron),
- Jean-Léonce Dupont (Calvados),
- François Sauvadet (Côte-d'Or),
- Jean-Yves Couteau, (Indre-et-Loire)
- Jean-Pierre Marcon (Haute-Loire),
- Christian Gillet (Maine-et-Loire),
- Olivier Richefou (Mayenne),
- Patrick Weiten (Moselle),
- Alain Lambert (Orne),
- Pascal Martin (Seine-Maritime),
- André Villiers (Yonne),
- Nassimah Dindar (La Réunion).

En 2016, Jean-Yves Couteau (Indre-et-Loire), est décédé. Son remplaçant est Jean-Gérard Paumier (LR).
En 2017, Jean-Claude Luche (Aveyron) démissionne en janvier au profit de Jean-François Galliard (UDI). Alain Lambert (Orne) fera de même en mars, au profit de Christophe de Ballore (DVD). Maurice Leroy, réélu député, démissionne de son poste de président du Conseil départemental de Loir-et-Cher, au profit de Nicolas Perruchot (LR). André Villiers (Yonne), élu député, démissionne également, son successeur est Patrick Gendraud (LR). Nassimah Dindar (La Réunion), élue sénatrice, quitte sa présidence en décembre, Cyrille Melchior (DVD) lui succède. Christian Gillet (Maine-et-Loire) quitte l'UDI en décembre. Jean-Léonce Dupont (Calvados) et Pascal Martin (Seine-Maritime) restent membres du parti Les Centristes, après que ce dernier a quitté l'UDI en décembre. Patrick Weiten (Moselle), membre du parti radical, dont il est le coordonnateur pour la région Grand Est, a sans doute rejoint le MRSL, bien qu'il soit toujours présenté comme étiqueté UDI par la presse en janvier 2018.

Au 19 janvier 2018, l'UDI compte 5 présidents de conseils départementaux :
- Nicolas Fricoteaux (Aisne),
- Jean-François Galliard (Aveyron),
- François Sauvadet (Côte-d'Or),
- Jean-Pierre Marcon (Haute-Loire),
- Olivier Richefou (Mayenne).

#### Conseil de Paris
L'UDI a cinq élus au Conseil de Paris répartis sur cinq arrondissements : Leïla Diri (11e); Éric Azière (14e); Anne Tachène (15e); Éric Hélard (16e); Valérie Nahmias (17e).

#### Présidents de communautés urbaines, d'agglomérations et de communes
|  | Département          | Intercommunalité                                            | Élu                     | Population |
|  | -------------------- | ----------------------------------------------------------- | ----------------------- | ---------- |
|  | Seine-et-Marne       | Communauté d'agglomération Melun Val de Seine               | Franck Vernin           | 134 869    |
|  | Ain                  | Communauté de communes Val-de-Saône Chalaronne              | Muriel Luga Giraud      | 8 210      |
|  | Bouches-du-Rhône     | Communauté d'agglomération du pays d'Aubagne et de l'Étoile | Sylvia Barthélémy       | 104 003    |
|  | Gard                 | Communauté d'agglomération Nîmes Métropole                  | Yvan Lachaud            | 233 257    |
|  | Haute-Savoie         | Communauté d'agglomération du Grand Annecy                  | Jean-Luc Rigaut         | 200 322    |
|  | Ille-et-Vilaine      | Communauté d'agglomération Vitré Communauté                 | Pierre Méhaignerie      | 77 581     |
|  | Indre-et-Loire       | Communauté de communes de la Touraine du Sud                | Gérard Hénault          | 15 567     |
|  | Indre-et-Loire       | Communauté de communes Loches Développement                 | Philippe Louault        | 20 879     |
|  | Loir-et-Cher         | Communauté de communes du pays de Vendôme                   | Pascal Brindeau         | 27 539     |
|  | Moselle              | Metz Métropole                                              | Jean-Luc Bohl           | 230 334    |
|  | Nord                 | Communauté d'agglomération de Cambrai                       | François-Xavier Villain | 76 128     |
|  | Nord                 | Communauté de communes du Pays de Mormal                    | Guislain Cambier        | 45 715     |
|  | Nord                 | Communauté de communes Flandre Lys                          | Bruno Ficheux           | 38 007     |
|  | Pyrénées-Atlantiques | Agglomération Côte Basque-Adour                             | Jean-René Etchegaray    | 122 912    |
|  | Saône-et-Loire       | Communauté de communes du Mâconnais Charolais               | Philippe Mignot         | 3 500      |
|  | Seine-Saint-Denis    | Communauté d'agglomération de l'aéroport du Bourget         | Stéphane Salini         | 92 396     |
|  | Somme                | Communauté d'agglomération de la Baie de Somme              | Pascal Demarthe         | 48 903     |
|  | Somme                | Communauté de communes du Pays du Coquelicot                | Stéphane Demilly        | 28 249     |
|  | Somme                | Communauté de communes du Santerre                          | José Sueur              | 9 350      |
|  | Tarn                 | Communauté d'agglomération de l'Albigeois                   | Philippe Bonnecarrère   | 80 121     |
|  | Yvelines             | Communauté de communes Gally Mauldre                        | Laurent Richard         | 22 226     |

#### Maires
Le parti est à la tête de plus de 75 communes de plus de 10 000 habitants, parmi lesquelles deux de plus de 100 000 habitants.
- Grand Est : Guebwiller (Francis Kleitz); Montigny-lès-Metz (Jean-Luc Bohl).
- Nouvelle-Aquitaine : Agen (Jean Dionis du Séjour); Bayonne (Jean-René Etchegaray); Châtellerault (Jean-Pierre Abelin); Parthenay (Xavier Argenton).
- Auvergne-Rhône-Alpes : Ambérieu-en-Bugey (Daniel Fabre); Annecy (Jean-Luc Rigaut); Chamalières (Louis Giscard d'Estaing); Écully (Yves-Marie Uhlrich); Le Chambon-Feugerolles (Jean-François Barnier); Pierrelatte (Marie-Pierre Mouton); Le Puy-en-Velay (Michel Chapuis); Roche-la-Molière (Éric Berlivet); Saint-Genis-Laval (Roland Crimier); Saint-Julien-en-Genevois (Antoine Vielliard) ; Saint-Cergues (Gabriel Doublet); Sassenage (Christian Coigné).
- Centre-Val de Loire : Fleury-les-Aubrais (Marie-Agnès Linguet); Saint-Avertin (Alain Guillemain); Vendôme (Pascal Brindeau)
- Île-de-France : Arnouville (Michel Aumas); Bourg-la-Reine (PatrickDonath); Le Bourget (Vincent Capo-Canellas); Brétigny-sur-Orge (Nicolas Méary); Chennevières-sur-Marne (Jean-Pierre Barnaud); Deuil-la-Barre (Muriel Scolan); Drancy (Jean-Christophe Lagarde); Épinay-sur-Seine (Hervé Chevreau); Fontenay-aux-Roses (Laurent Vastel); Gargenville (Jean Lemaire); Issy-les-Moulineaux (André Santini); Lagny-sur-Marne (Jean-Paul Michel); Massy (Nicolas Samsoen); Le Mée-sur-Seine (Franck Vernin); Mennecy (Jean-Philippe Dugoin-Clément); Meudon (Denis Largehro); Montereau-Fault-Yonne (Yves Jégo); Montrouge (Étienne Lengereau); Noisy-le-Sec (Laurent Rivoire); Saint-Brice-sous-Forêt (Alain Lorand); Saint-Ouen (William Delannoy); Sceaux (Philippe Laurent); Vanves (Bernard Gauducheau); Vigneux-sur-Seine (Serge Poinsot); Ville-d'Avray (Denis Badré); Vincennes (Laurent Lafon); Viry-Châtillon (Jean-Marie Vilain); Voisins-le-Bretonneux (Alexandra Rosetti).
- Occitanie : Albi (Stéphanie Guiraud-Chaumeil); Gaillac (Patrice Gausserand); Mazamet (Olivier Fabre).
- Hauts-de-France : Abbeville (Pascal Demarthe); Albert (Stéphane Demilly); Amiens (Brigitte Fouré); Arras (Frédéric Leturque); Auchel (Richard Jarrett); Béthune (Olivier Gacquerre); Cambrai (François-Xavier Villain); Étaples (Philippe Fait); Hem (Francis Vercamer); Le Cateau-Cambrésis (Serge Siméon); Lys-lez-Lannoy (Gaëtan Jeanne); Maubeuge (Arnaud Decagny); Saint-André-lez-Lille (Olivier Henno); Wasquehal (Stéphanie Ducret).
- Normandie : Bayeux (Patrick Gomont); Bernay (Hervé Maurey); Louviers (François-Xavier Priollaud).
- Pays de la Loire : Château-Gontier (Philippe Henry); Laval (François Zocchetto); Saint-Sébastien-sur-Loire (Joël Guerriau).
- Provence-Alpes-Côte d'Azur : Carros (Charles Scibetta); Vence (Loïc Dombreval).
- La Réunion : Saint-André (Jean Paul Virapoullé); Saint-Louis (Cyrille Hamilcaro).

### Élus des Français de l'étranger
Élus de l'Assemblée des Français de l'étranger et conseillers consulaires :
- Michel Ménini, Argentine ;
- Caroline Laporte, Belgique ;
- Joël Doglioni, Colombie ;
- Pascal Badache, Danemark[103] ;
- Marie-José Caron, Danemark ;
- Tannya Bricard, Équateur ;
- Laure Helaili, Irlande ;
- Gérard Bénichou, Israël ;
- Éric Véron, Italie ;
- Bruno Théret, Luxembourg ;
- Pascal Capdevielle, Maroc ;
- Olivier Cadic, Royaume-Uni ;
- Sophie Routier, Royaume-Uni.

### Autres personnalités membres de l'UDI
- Louis Giscard d'Estaing, ancien député, ancien membre de l'UMP.
- Pierre Méhaignerie, ancien ministre, ancien maire de Vitré, ancien membre de l'UMP[104], de l'UDF et du CDS et du CD.

### Personnalités décédées
- Simone Veil, membre fondatrice de l'UDI, magistrate et académicienne, ancienne ministre et présidente du Parlement européen[105].

## Identité visuelle

Logotype de 2012 à 2018.
Logotype pour les européennes de 2014 (UDI-MoDem).
Logotype de 2018 à 2019.
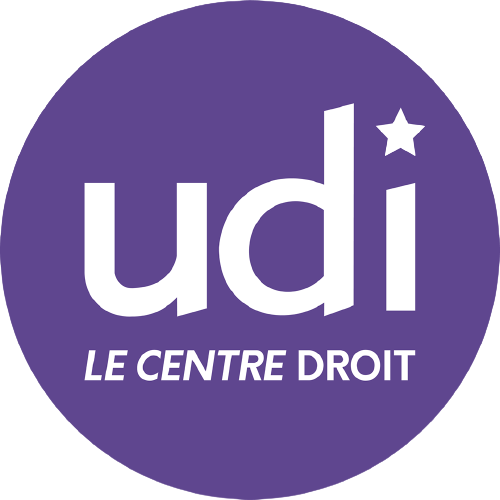
Logotype depuis 2019.